# Метиллитий
Метиллитий — металлоорганическое соединение лития с формулой LiCH3, бесцветные кристаллы, растворимые в органических растворителях, существует в виде тетра- и гексамеров.

## Получение
- Реакция лития и бромистого метила:

{\displaystyle {\mathsf {2Li+CH_{3}Br\ {\xrightarrow {}}\ LiCH_{3}+LiBr}}}
- Реакция этиллития и диметилртути:

{\displaystyle {\mathsf {2LiC_{2}H_{5}+Hg(CH_{3})_{2}\ {\xrightarrow {}}\ 2LiCH_{3}+Hg(C_{2}H_{5})_{2}}}}

## Физические свойства
Метиллитий образует в полярных растворителях (эфиры, тетрагидрофуран) и в кристалле тетрамерную форму (LiCH3)4 — искажённый куб.
В неполярных растворителях (бензол, углеводороды) — гексамеры (LiCH3)6.

## Химические свойства
- Разлагается при нагревании:

{\displaystyle {\mathsf {2LiCH_{3}\ {\xrightarrow {250^{o}C}}\ Li_{2}CH_{2}+CH_{4}}}}
{\displaystyle {\mathsf {LiCH_{3}\ {\xrightarrow {>250^{o}C}}\ Li_{2}C_{2},LiH,Li}}}
- В чистом виде окисляется кислородом воздуха (с самовоспламенением), поэтому работают с метиллитием в эфирных растворах.
- Бурно реагирует с водой:

{\displaystyle {\mathsf {LiCH_{3}+H_{2}O\ {\xrightarrow {}}\ LiOH+CH_{4}\uparrow }}}

## Применение
- В органическом синтезе.